# Kyoshi Takahama

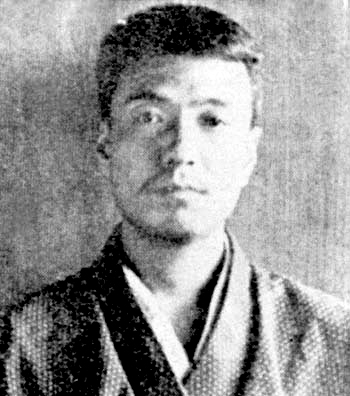
Retrato de Kyoshi Takahama.

Kyoshi Takahama (高浜 虚子 Takahama Kyoshi?, 22 de febrero de 1874 – 8 de abril de 1959) fue un poeta japonés activo durante la Era Shōwa de Japón. Su nombre de nacimiento era Takahama Kiyoshi (高浜清?); Kyoshi era el seudónimo que le dio su mentor, Masaoka Shiki.

## Primeros años
Kyoshi nació en la que es ahora la ciudad de Matsuyama, en la Prefectura de Ehime; su padre, Ikenouchi Masatada, era samurai y maestro de esgrima y también un seguidor del tradicional drama Nō. Aun así, con la Restauración Meiji, perdió su puesto oficial y se retiró como granjero. Kyoshi creció en este entorno rural, el cual influyó en su afinidad con la naturaleza. A la edad de nueve años heredó de la familia de su abuela, y tomó su apellido Takahama. Llegó a familiarizarse con Masaoka Shiki por medio de un compañero de clase, Kawahigashi Hekigoto.
Ignorando el consejo, Kyoshi dejó la escuela en 1894, y fue a Tokio para estudiar el período Edo  de la literatura japonesa. En 1895, se matriculó en el Tōkyō Senmon Gakkō (hoy en día Universidad Waseda), pero pronto dejó la universidad por un trabajo como editor y crítico literario para la revista literaria Nihonjin. Mientras trabajaba, también enviaba variantes de haiku poesía, experimentando con números irregulares de sílabas. Se casó en 1897.

## Carrera literaria
En 1898, Kyoshi acabó dirigiendo la revista de haiku Hototogisu, la cual había sido anteriormente editada por Shiki, y se trasladó a la sede de la revista de Matsuyama a Tokio. En Hototogisu, mantuvo el estilo tradicional de haiku, como contraposición a la nueva tendencia desarrollada en la escuela Hekigo, la cual no seguía el patrón tradicional de 17 sílabas. Kyoshi dio importancia a la función simbólica del kigo (palabra de estación), y trató de excluir la tendencia más moderna hacia un haiku menos estacional. Mientras editó Hototogisu, también expandió su ámbito para incluir poemas wakay prosa, de modo que se convirtió en una revista literaria general . Aquí fue dónde Natsume Sōseki publicó por primera vez Wagahai wa Neko de aru (" Soy un Gato "), y Kyoshi contribuyó con versos propios y cuentos. Estas historias fueron recogidas en una antología Keito ("Cockscomb", 1908), con un prefacio de Natsume Sōseki, quién describió los contenidos como "cuentos relajados".
En 1908, Kyoshi empezó una novela, Haikaishi ("El Haiku Maestro"), la cual apareció en diarios publicada por fascículos. Estuvo seguida por Bonjin ("Una Persona Normal", 1909), y Chōsen ("Corea", 1912).
Después de 1912, renovó su interés en los haiku, y publicó un comentario sobre la composición del haiku, Susumubeki haiku no michi ("El Camino que el Haiku debería tomar", 1915–1917). Aun así,  continuó escribiendo historias cortas, editando Hototogisu, y escribió otra novela, Futatsu Kaki ("Dos Caquis", 1915). Además, comenzó a mostrar un interés en el tradicional teatro Nō, escribiendo él mismo algunas nuevas obras.
Kyoshi escribió de 40,000 a 50,000 haiku en toda su vida, los cuales aparecieron en antologías como Kyoshi-kushū y Gohyaku-ku. Su novela de postguerra más importante fue Niji ("Arco iris", 1947).
En 1954,  se le otorgó el Orden de la Cultura por parte del gobierno japonés. Como editor de Hototogisu, Kyoshi fue clave para atraer a muchos nuevos escritores y poetas hacia el mundo literario, incluyendo Mizuhara Shuoshi, Yamaguchi Seishi y Takano Suju. También animó a su segunda hija Hoshino Tatsuko a publicar su propia revista haiku, Tamamo.
Kyoshi se trasladó a Kamakura en 1910 debido a la salud de sus hijos y para un nuevo inicio para él, y vivió allí casi 50 años hasta su muerte. Su tumba está en el templo de Jufuku-ji en Kamakura. El gobierno japonés le otorgó a título póstumo la Orden del Tesoro Sagrado, 1.ª clase.